# レミ・ヴァルテル
レミ・ヴォルテル（Rémi Walter、1995年4月26日 - ）はフランスのサッカー選手。ポジションはMF。スポルティング・カンザスシティ所属。

## 経歴
2013年8月3日、AJオセール戦でASナンシーの選手としてプロデビュー。同30日のトゥールFC戦で初ゴールを挙げた。